# Rhizophysa eysenhardtii
Rhizophysa eysenhardtii is een hydroïdpoliep uit de familie Rhizophysidae. De poliep komt uit het geslacht Rhizophysa. Rhizophysa eysenhardtii werd in 1859 voor het eerst wetenschappelijk beschreven door Gegenbaur. 